# Mangazeite
La mangazeite è un minerale scoperto nel giacimento d'argento di Mangazeyskoe nella Jacuzia orientale, Siberia, Russia. Appartiene al gruppo dell'aluminite, fra i solfati idrati di alluminio è il più simile alla meta-aluminite dalla quale si distingue chiaramente per lo schema di diffrazione.
La nuova specie è stata approvata dall'Associazione Mineralogica Internazionale nel 2005 e il nome deriva da quello della località di ritrovamento.

## Morfologia
La mangazeite si presenta sotto forma di aggregati fibroso-radiali formati da lamelle sottili spesse meno di 1 µm e lunghe fino a 40 µm.

## Origine e giacitura
Questo minerale è stato scoperto nelle fessurazioni della granodiorite piritizzata accanto a una vena di quarzo-arsenopirite associato a gesso e clorite.
L'origine della mangazeite è supergenica.